# Bukovina (Kralovice)
Bukovina je vesnice, část města Kralovice v severní části okresu Plzeň-sever v Plzeňském kraji. Leží pět kilometrů severozápadně od Kralovic. Katastrální území Bukovina u Mladotic zaujímá rozlohu 303,07 ha.

## Historie
Poprvé je Bukovina připomínána roku 1186 v majetku kladrubského benediktinského kláštera. V průběhu 13. století je ves spojena se sousední Sedlcem a Řemešínem v jeden újezd. Idík ze Švábenic věnoval roku 1281 celý újezd pražskému klášteru božího hrobu na Zderaze, nad kterým měl patronát získaný věnem své manželky, dcery Všebora Hrabišice, jejíž předci klášter na konci 12. století založili.

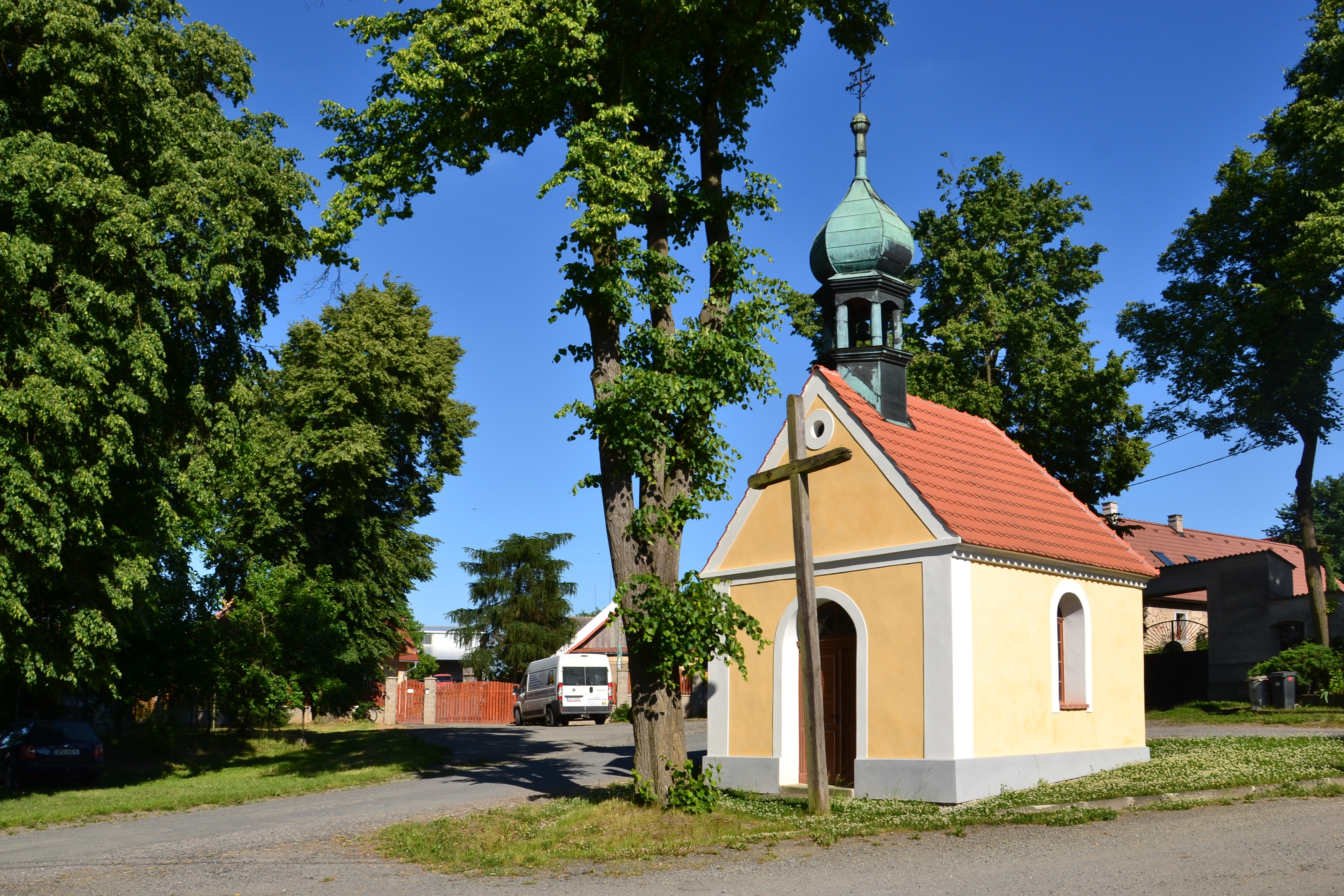
Kaple

Na přelomu 14. a 15. století se Bukovina krátce dostává do majetku plaského cisterciáckého kláštera, ale po jeho vypálení husity zastavil král Zikmund Bukovinu spolu s dalšími vesnicemi a městečkem Kralovicemi za zásluhy katolickým pánům, bratřím Hanušovi a Bedřichovi z Kolovrat na Libštejně a Krašově. Po smrti Bedřicha roku 1432 připadla Bukovina Hanušovi, po kterém jej zdědil jeho syn Hanuš a nakonec vnuk Albrecht. Ten prodal roku 1485 Bukovinu spolu s hradem Krašov a dalšími vesnicemi Jetřichovi Bezdružickému z Kolovrat. Později se Bukovina dostala do držení pánů z Landštejna.
Král Ferdinand I. postoupil roku 1531 pustý klášter božího hrobu na Zderaze Dorotě z Doupova a též jí povolil vymáhat původní statky kláštera. Dorota využila příležitost a vyzvala Viléma Svitáka z Landštejna, aby vydal nazpět Bukovinu, Sedlec, Řemešín a díl Potvorova. Vilém Sviták odmítl vsi vydat a celá záležitost se dostala až k menšímu soudu. Vilém z Landštejna však zemřel. Řešení sporu nakonec našel mocný šlechtic Florián Gryspek z Gryspachu, který si na králi vyprosil svolení na vyplacení vsí od Kateřiny, ovdovělé ženy Viléma Svitáka. Roku 1546 koupil Florián Gryspek Bukovinu spolu se Sedlcem a Řemešínem, připojil je ke kaceřovskému panství a král mu následně zajistil jejich dědičné držení. V urbáři kaceřovského panství z roku 1558 se uvádí v Bukovině 10 usedlostí s 8 osedlými, kteří dohromady hospodařili na 10 lánech a pozemcích po zaniklé vsi Doubravici.
Po konfiskaci majetku pánů z Gryspachu králem Ferdinandem II. získal Řemešín plaský cisterciácký klášter, který jej držel ve svém majetku až do svého zrušení roku 1785. V průběhu třicetileté války bylo 6 usedlostí vypáleno. Po zrušení kláštera přešlo celé plaské panstvím pod správu náboženského fondu a v roce 1826 do majetku kancléře Metternicha.

## Přírodní poměry
Bukovina sousedí s Potvorovem na severu, Sedlcem na severovýchodě, s Mariánským Týncem na východě, s Trojany na jihozápadě a s Řemešínem na západě. Vsí protéká Řemešínský potok.

## Obyvatelstvo
| Rok            | 1869 | 1880 | 1890 | 1900 | 1910 | 1921 | 1930 | 1950 | 1961 | 1970 | 1980 | 1991 | 2001 | 2011 | 2021 |
| -------------- | ---- | ---- | ---- | ---- | ---- | ---- | ---- | ---- | ---- | ---- | ---- | ---- | ---- | ---- | ---- |
| Počet obyvatel | 154  | 116  | 127  | 128  | 140  | 135  | 132  | 97   | 89   | 88   | 74   | 61   | 55   | 56   | 65   |
| Počet domů     | 22   | 20   | 19   | 22   | 22   | 22   | 22   | 25   | 24   | 24   | 19   | 22   | 22   | 21   | 21   |

## Obecní správa
Po zrušení feudálního zřízení se Bukovina stala samostatnou obcí v kralovickém soudním a politickém okrese. V letech 1869–1900 byla osadou obce Trojany v okrese Kralovice. V letech 1910–1975 byl samostatnou obcí, se kterým patřil nejprve do okresu Kralovice, ale v roce 1950 v okrese Plasy a v letech 1961–1975 v okrese Plzeň-sever. Od 1. ledna 1976 do 30. června 1985 byla částí obce Bílov v okrese Plzeň-sever. Od 1. července 1985 je částí města Kralovice v okrese Plzeň-sever. Poté se Bílov opět osamostatnil, ale Bukovina již zůstala součástí Kralovic.